# Hans Walter Lotterhos
Hans Walter Lotterhos (* 28. Februar 1914 in Bad Homburg; † 7. September 1989 ebenda) war ein deutscher Patentjurist.

## Leben
Nach dem Abitur studierte Hans Walter Lotterhos ab dem Sommersemester 1932 Chemie an der Technischen Hochschule Darmstadt und der Technischen Hochschule Karlsruhe. Zu Beginn seines Studiums wurde er Mitglied des Corps Franconia Darmstadt. 1939 legte er das Diplom-Examen ab. Im Januar 1942 wurde er in Karlsruhe zum Dr.-Ing. promoviert. Seit 1951 war er als Patentanwalt in Frankfurt am Main tätig. Von 1972 bis 1981 war er ehrenamtlicher Richter beim Senat für Patentanwaltssachen des Bundesgerichtshofs. 
Lotterhos war von 1982 bis 1984 stellvertretender Vorsitzender des Weinheimer Verbandes Alter Corpsstudenten (WVAC).

## Auszeichnungen
- Ehrenbursch des Corps Franconia Darmstadt (1976)
- Wachenburg-Medaille des Weinheimer Verbandes Alter Corpsstudenten (1987)

## Schriften
- Das Verhalten des Acetaldehyds bei Kondensationsreaktionen, 1941